# Грацијан
Флавије Грацијан Август (лат. Flavius Gratianus Augustus; Сирмијум, 8. април 359 — Лугдунум, 25. август 383), познат као Грацијан, био је цар Западног римског царства од 375. до 383. године. Био је син Валентинијана I из брака са Марином Севером и био је рођен у Сирмијуму у Доњој Панонији, на тлу данашње Србије.

## Рана владавина
Грацијан је постављен за конзула 366. године и од оца добио титулу Nobilissimus|nobilissimus puer. Дана 4. августа 367. године од оца је добио титулу августа. После Валентинијанове смрти, 17. новембра 375. године, војска из Паноније је прогласила за цара Валентинијановог младог сина, Валентинијана II из брака са Јустином.
Грацијан је стао уз овај избор војске; за себе је задржао неке провинције на западу, а помогао да се младом полубрату преда Италија, Илирик и Африка. Но, убрзо се показало да је ова подела само номинална и да стварна власт лежи у Грацијановим рукама.
Грацијан је 374. године, са 15 година, оженио 13-годишњу постхумну ћерку Констанција II, Флавију Максиму Констанцију у Триру.
Источно римско царство било је под влашћу Грацијановог ујака Валенса. Године 378. Грацијан је поразио неке Алемане, а те исте године Валенс је погинуо у бици код Хадријанопоља.

## Грацијан привремено уједињује Царство
Грацијан је тако добио управу и над Источним Царством, али је Грацијан, свестан да не може ефикасно управљати, предао власт над источним делом Теодосију I 19. јануара 379. године. Заједничким снагама Теодосије и Грацијан су успели да поразе варваре на Балкану до 382. године.
Валенсове новчанице и новчанице из четвртрог века нове ере могу се видети на југоистоку Србије. Што указује на трговачку комуникацију.

## Грацијан губи популарност
Неколико година Грацијан је тако управљао читавим Царством, али је временом губио утицај, одајући се разним уживањима. Тако су људи из његовог окружења, нарочито милански бискуп Амброзије, остварили велики утицај на управљање државом. 
Међу своје телохранитеље Грацијан је уврстио и Алане. Поред тога појављивао се у јавним приликама обучен као скитски ратник. То је изазвало отпор према цару у војсци. Римски војсковођа Магнус Максимус повео је устанак у Британији и напао је Галију са великом војском. Грацијан се тада налазио у Лутецији, па је морао брзо да побегне у Лугдунум. Ту је био издан и био је предат својим противницима. Одмах је убијен, 25. августа, 383. године.

## Црква у Грацијаново доба
У Грацијаново доба Православље је постало водећа вера у Царству. Под Амброзијевим утицајем, Грацијан је забранио паганске култове у Риму. Сам више није носио обележја врховног свештеника (pontifex maximus) римског паганског култа (што је чак и Константин Велики чинио), а наредио је да се из римског сената уклони олтар богиње Победе. 
У сукобу са присталицама Аријевог учења Грацијан се у почетку није истицао, али је касније, под Амброзијевим утицајем, нарочито након објављивања његове полемичке расправе de fide против присталица Арија и донатиста, стао на страну православља и забранио овим јеретицима божију службу. 